# 纳拉扬希蒂王宫
27°42′56″N 85°19′12″E / 27.71556°N 85.32000°E

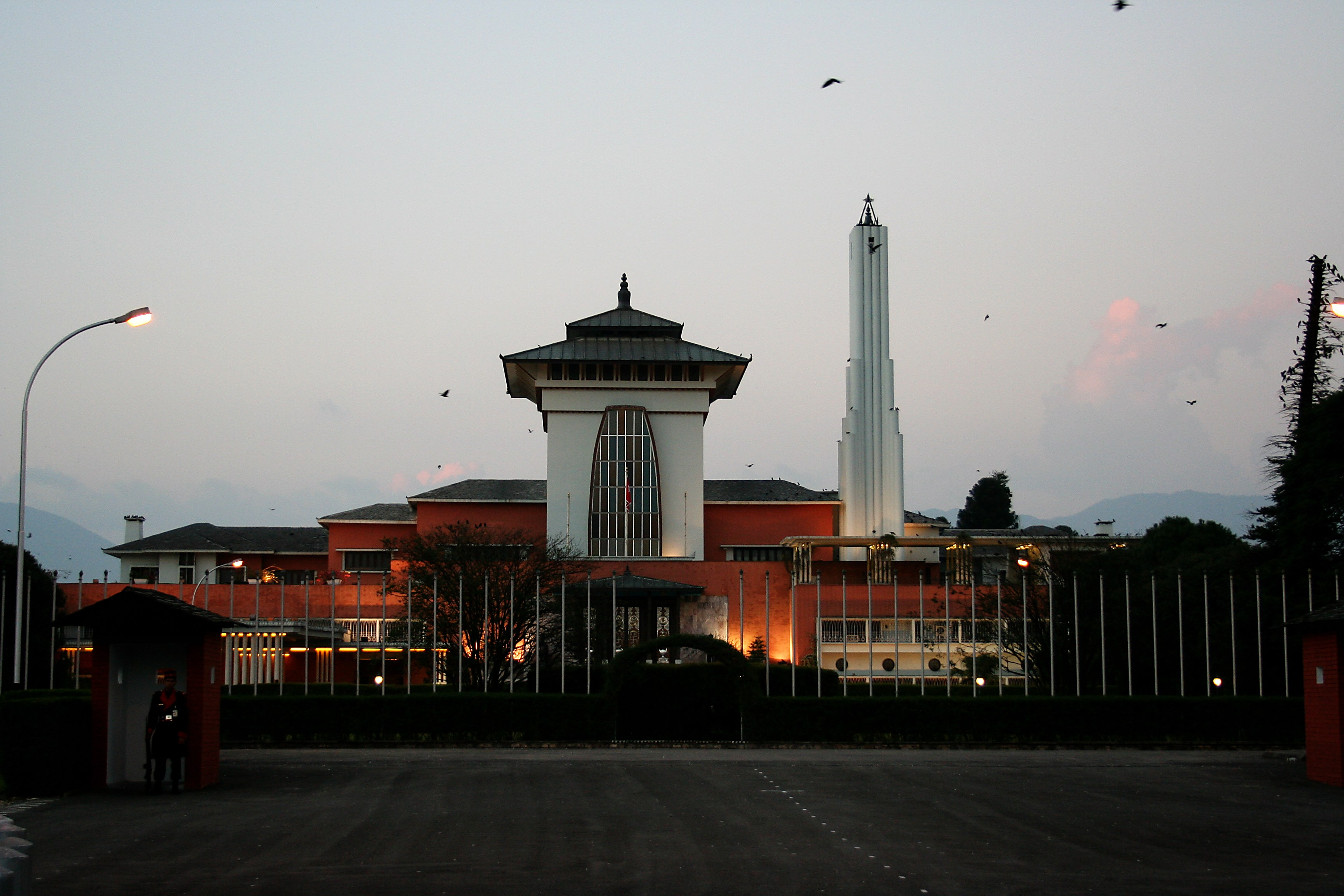
纳拉扬希蒂王宫

纳拉扬希蒂王宫位于尼泊尔首都加德满都市中心，始建于1770年代普里特维·纳拉扬·沙阿在位时期，初为首相官邸，1870年开始为王宫。2008年尼泊爾廢除君主制，王宮也將被改做歷史博物館。

## 建筑
纳拉扬希蒂王宫正门朝南，临街的宫墙为高达数十米的银色镀锌铁栅栏。王宫院内林木葱郁，松柏四季长青，时有成群的白鹤在此栖息。王宫大厦前，迎面是通向大厦正门的大理石台阶，宽阔的台阶两边，左右对称的石基上排列5对巨型动物石雕，它们自上而下分别为：雄狮、巨象、骏马、孔雀和鱼。
33级大理石台阶上，是王宫大厦的4扇大门，宫门装饰华美，正中一对象牙眼睛代表神的全能慧眼。门扇上有色彩艳丽、精工雕塑的月神、太阳神、象头神和库玛尔神等神像。门楣上的圆形银框里是著名的八母神像。大门外41根大圆木柱支撑着向外突出的铜质板瓦屋檐，圆柱下各置一口尼泊尔传统的纯银大瓮。雕梁画栋之上，遍布海螺、旗幡、莲花、水瓮、拂尘、御伞等象征吉祥的饰物。
王宫大厦内主要厅堂有觐见厅、御座厅和宴会厅。觐见厅是国王正式接见外国贵宾、接受外国使节递交国书的地方。
觐见厅面积370多平方米，内有8根希腊罗马式方型叶饰立柱，天花板上悬挂着两排铜链八角宫灯，大理石地面铺着长方形地毯。厅内墙壁上挂着沙阿王朝历代国王的巨幅油画像。
二楼的御座厅是举行重大宫庭典礼之地，厅门为三进透明蚀镂玻璃门，大门左右分别插着王旗和国旗。御座厅高18米，厅内有4根盘龙雕饰圆柱支撑，厅顶呈圆形辐射状，中央高悬一具重约2吨的水晶玻璃枝形吊灯。象征国王统治的金镂宝座放在御座厅内一块不高的平台上，宝座长1.8米、宽1.2米、高2.4米，宝座柱脚由狮、象雕饰重叠组成，座背上有王徽、龙、狮及神像浮雕和各种精工细刻的纹饰。宝座两旁各有一个为王储和王储的继承人而设的较小的宝椅。
觐见厅旁是宴会厅，宴会厅呈长方形，餐桌从厅门一直延伸到大厅的另一端，餐桌两侧各摆着数十把高背雕花椅，墙上挂有巨幅喜马拉雅山风景画，玻璃窗上有彩色孔雀翎、铜铃、红杜鹃、莲花等象征吉祥的蚀刻，与粉红、淡蓝、浅灰、藕荷四色巨大树叶形雕饰组成的天花板，相映成辉，豪华雅致。
宫内还有国王寝宫、餐厅、办公室、私人书室、纪念品陈列室、祈祷室以及与大厦相连的、用途各异的附属建筑。王宫最高建筑是高46米的瞭望塔，站在塔顶，可观赏加德满都全景。